# 仙台市立長町小学校
仙台市立長町小学校（せんだいしりつ ながまちしょうがっこう）は、宮城県仙台市太白区長町にある公立小学校である。

## 概要
仙台市の南部長町地区に小学校があり、陸羽街道の西側や国道286号を囲むエリアである。学区内には仙台南高校、仙台三桜高校がある。

## 所在地
- 仙台市太白区長町4丁目6-1

## 沿革
- 1873年（明治6年）7月1日 - 開校
- 1947年（昭和22年）4月1日 - 仙台市立長町小学校に改称
- 1990年（平成2年）4月1日 - 仙台市立長町南小学校が分離開校

## 学区
- 鹿野1丁目1-6～2、長町1丁目～4丁目、5丁目の大部分、6丁目、7丁目の大部分、8丁目の大部分、根岸町、茂ヶ崎3丁目の大部分、茂ヶ崎4丁目、門前町の大部分

## 卒業後
- 長町中学校に進学する。